# Competizione intraspecifica
La competizione intraspecifica è un concetto dell'ecologia che intende la competizione tra individui della medesima specie. Le risorse oggetto di tale competizione possono essere lo spazio, il substrato, il cibo, la luce, il partner riproduttivo o molti altri fattori.
Questa competizione può facilmente instaurarsi quando un essere vivente trova un substrato o un ambiente estremamente idoneo al suo sviluppo e alla sua proliferazione, senza che vi siano turbe esterne (ambientali) o predatori a disturbarlo.

## Competizione per lo spazio
La competizione per lo spazio è causata da un'eccessiva proliferazione degli individui in un determinato spazio, che via via diviene più piccolo con l'incremento della popolazione. Ciò implica che con il proliferare della popolazione, lo spazio "vitale" per ogni singolo individuo diviene via via più ristretto, portandolo (a limiti estremi) al disotto del limite di sopravvivenza e quindi alla morte degli individui più deboli (prima) ed eventualmente di tutta la popolazione. Con spazio vitale si intende uno spazio minimo in cui l'individuo riesce a respirare (o fermentare) il substrato, mantenendo la quantità di metaboliti di scarto al di sotto della soglia di danno dell'individuo stesso.

## Competizione per substrato/nutrizione
La competizione per substrato/nutrizione è invece facilmente studiabile sia nei micro che nei macroecosistemi. Nel caso in cui il substrato nutritivo sia costante e la popolazione cresca, la quantità di substrato per ogni singolo organismo diminuisce in maniera direttamente proporzionale, sino al raggiungimento di un equilibrio ove tutti gli organismi si nutrono della quantità minima di substrato necessaria al mantenimento delle funzioni metaboliche di base. Ma in natura è molto difficile trovare condizioni di "substrato costante" (o comunque di assenza di fattori limitanti alla nutrizione), di conseguenza con l'incremento della popolazione, il substrato diminuisce in maniera direttamente proporzionale, fino a giungere, in casi estremi, al termine del substrato stesso. Questo causa la morte dell'intera popolazione.
Queste sono le due tipologie di competizione più presenti in natura e generalizzabili tra gli organismi autotrofi ed eterotrofi.

## Competizione luminosa
Altra tipologia di competizione molto importante soprattutto per le specie fotoautotrofe è la competizione luminosa.
Questa competizione comporta una diminuzione nell'assorbimento dello spettro luminoso utilizzato per l'attivazione della fotosintesi clorofilliana (negli autotrofi) o per l'attivazione di determinate reazioni metaboliche coadiuvate dalla luce (per autotrofi ed eterotrofi) che è direttamente proporzionale con l'incremento degli individui della stessa specie nell'ambito di uno spazio, quindi morfo-fisiologicamente simili. Questa tipologia di competizione è avvicinabile alla competizione per spazio, in quanto se lo spazio esposto alla luce degli organi che ne necessitano è inferiore al limite biologico, allora si avrà un decremento della popolazione che inizierà dagli organismi meno resistenti agli stress.

## Competizione per il partner riproduttivo
In molti animali, soprattutto Mammiferi ed Uccelli, le femmine sono una risorsa limitata perché dotate di una capacità riproduttiva limitata, dovuta alle caratteristiche fisiche oppure a delle enormi necessità energetiche.
In tali organismi vi è competizione tra i maschi per l'accesso alle femmine.

## Esempio di competizione intraspecifica
Questi fenomeni sono facilmente studiabili analizzando le popolazioni di batteri in piastra.
Un esempio, facilmente riproducibile in un qualsiasi laboratorio anche poco fornito, consiglia di utilizzare una specie di batterio eterotrofo, ponendolo in piastra sterile contenente un substrato nutritivo fortemente idoneo al suo sviluppo (momento 0), nel giro di poche ore si osserva una proliferazione delle colonie batteriche molto veloce. Questo perché tutti gli individui (che sono simili tra loro dal punto di vista morfo-fisiologico) trovano medesime condizioni ottimali al loro sviluppo. Questo sviluppo cresce esponenzialmente, sino a raggiungere un limite in cui si ha uno stallo nella crescita della popolazione. Questo è imputabile al fatto che il substrato o lo spazio "vitale" (o entrambi insieme) sono diminuiti dal momento 0, a tal punto che le condizioni non sono più idonee alla riproduzione (moltiplicazione in questo caso) a causa della sempre più forte competizione intraspecifica, dato che tutti gli organismi si cibano del medesimo substrato e necessitano del medesimo spazio dato che sono tutti di dimensioni simili. Si avrà così via via una inversione della curva di moltiplicazione a causa della morte degli organismi che in quel determinato spazio hanno poco substrato nutritivo a disposizione oppure lo spazio che occupano è eccessivamente saturo di metaboliti secondari frutto della respirazione/fermentazione oppure non si ha proprio lo spazio fisico per moltiplicare nuove colonie.
Gli organismi viventi si sono evoluti al fine di evitare al massimo queste forme di competizione. È il caso del Pesco (Prunus persica). Onde evitare una eccessiva competizione intraspecifica tra la pianta madre e le piante figlie che potrebbero nascere troppo in prossimità di essa, l'apparato radicale della pianta madre secerne una serie di molecole nel terreno a forte azione inibente degli apparati radicali delle piante della medesima specie (ad eccezione della pianta madre). La zona di terreno interessata dall'apparato radicale della pianta madre sarà quindi fortemente repressivo per la crescita delle piante nate dai semi prodotti da lei stessa, di conseguenza attraverso una competizione "preventiva" intraspecifica ed "indolore" (semplicemente i semi non germogliano) si evitano tutte le problematiche sopra citate, che porterebbero ad una forte riduzione nella crescita sia della pianta madre che di quelle figlie. Germoglieranno così solo i semi che si troveranno ad una distanza dall'apparato radicale della pianta madre tale per cui non si abbiano problematiche di spazio e di interferenza nell'assorbimento degli elementi nutritivi. Questo è un esempio di autotossicità.